# Lubaszowa
Lubaszowa is een dorp in de Poolse woiwodschap Klein-Polen. De plaats maakt deel uit van de gemeente Tuchów en telt 783 inwoners.